# سونغ دان
سونغ دان (بالصينية: 宋丹) هي منافسة ألعاب القوى صينية، ولدت في 5 يوليو 1990 في Wenjiang, Chengdu ‏ في الصين.

## وصلات خارجية
- سونغ دان على موقع الاتحاد الدولي لألعاب القوى (الإنجليزية)
- سونغ دان على موقع الدوري الماسي (الإنجليزية)
- سونغ دان على موقع أوليمبيديا (الإنجليزية)
- سونغ دان على موقع اللجنة الأولمبية الصينية (الإنجليزية)